# Thismia americana
Thismia americana là một loài thực vật có hoa trong họ Burmanniaceae. Loài này được N.Pfeiff. miêu tả khoa học đầu tiên năm 1914.